# Alex Cordaz
Alex Cordaz (Vittorio Veneto, 1983. január 1. –) olasz labdarúgó, 2021 és 2023 között az olasz Internazionale kapusa volt.

## Sikerei, díjai
Internazionale
- Olasz kupa (Coppa Italia)
  - győztes (2): 2022, 2023[1]
- Olasz szuperkupa (Supercoppa Italiana
  - győztes (2): 2021, 2022[2]
- Bajnokok ligája
  - döntős: 2022–23[3]